# اللغة الصوربية السفلى
اللغة الصوربية السفلى (Dolnoserbski, Dolnoserbšćina) ، (بالألمانية: Niedersorbisch) هي لغة أقلية يتكلم بها الصوربيون في لوساتيا السفلى (Hornja Łužica)، والتي هي حالياً جزء من ولاية براندنبورغ الألمانية.
تنتمي اللغة الصوربية السفلى مع شقيقتها اللغة الصوربية العليا إلى مجموعة اللغات الصوربية، والتي هي فرع من فروع اللغات السلافية الغربية. ينتمي إلى هذه المجموعة أيضاً اللغة التشيكية والبولندية والسلوفاكية والكاشوبية.
يتكلم بهذه اللغة حوالي سبعة آلاف شخص في ألمانيا، أغلبهم في وحوالي مدينة كوتبوس في ولاية براندنبورغ. وهي لغة مهددة بالانقراض إذ أن أغلب متحدثيها من كبار السن.